# HTC Desire C
HTC Desire C (кодовое название Golfu (GSM) или Golfc (CDMA)) - это телефон на OS Android бюджетного класса от HTC, созданный совместно с Beats Audio.Доступен в 3 цветах: белом, чёрном и красном

## Доступность
HTC Desire C был выпущен на нескольких операторах в Соединенном Королевстве в июне 2012 года, таких как 3, T-Mobile и Orange. В июле 2012 года Virgin Mobile и SaskTel стали первыми канадскими перевозчиками, предложившим Desire C.
Desire C также доступен на Cricket Wireless в США с процессором 1 ГГц и технологией CDMA вместо GSM.

## Варианты моделей
Существуют варианты моделей HTC Desire C:
- H1000C - вариант CDMA для Cricket Wireless
- PL01100 - Европа/Азия A320e вариант
- PL01110 - вариант A320eN с NFC
- PL01120 - Неизвестный вариант GSM?
- PL01130 - Вариант Americas A320a
- PL01140 - Китайский вариант A320c
- PL01150 - Австралийский вариант A320b
- PL01200 - Вариант CDMA для Cricket Wireless (Cricket Muve)
- PL01210 - Неизвестный вариант CDMA?